# Elección legislativa de Francia de 1834
Las elecciones legislativas de Francia de 1834 se realizaron el 21 de junio de 1834. El rey Luis Felipe I disolvió esta asamblea el 3 de octubre de 1837.
Los diputados fueron elegidos utilizando el sufragio censitario, con un cuerpo electoral de 171.015  personas, de los que votaron 129.211, un 75,56% de participación.

## Resultados
| Partido | Partido       | Escaños |
| ------- | ------------- | ------- |
|         | Conservadores | 320     |
|         | Oposición     | 75      |
|         | "Tiers parti" | 40      |
|         | Legitimistas  | 15      |

- Datos: Q962181